# Suavemente (canción)
«Suavemente» es el título de una canción escrita e interpretada por el cantautor puertorriqueño-estadounidense Elvis Crespo, incluida en su álbum debut de estudio en solitario, Suavemente (1998), lanzado después de su salida de Grupo Manía. Se estrenó como el sencillo principal del álbum el 16 de febrero de 1998 bajo el sello discográfico Sony Discos. El tema alcanzó el número uno en la Billboard Hot Latin Tracks el 16 de mayo de 1998, y permaneció en la cima de la lista durante seis semanas. Crespo lo regrabó con letra en Spanglish. La canción también llegó al Billboard Hot 100 y recibió un Premios Lo Nuestro y dos Latin Billboard Music Awards al año siguiente. "Suavemente" fue el décimo sencillo latino con mejor desempeño de 1998. La canción ha sido versionada por varios artistas, algunos de los cuales también llegaron a las listas.

## Antecedentes
Elvis Crespo comenzó su carrera como cantante como corista de los cantantes de merengue Willie Berrios, Lenny Perez y Toño Rosario. En 1995, se unió a la banda puertorriqueña de merengue, Grupo Manía como vocalista principal. Compuso "Linda Eh'" para el grupo que alcanzó el número ocho en Hot Latin Tracks en 1996. En 1997, dejó la banda para seguir una carrera en solitario y grabó su primer álbum, Suavemente, en el sello Sony Discos. Crespo le dio crédito a su hijo por el éxito de la canción afirmando que su hijo pasó toda la tarde cantándola y le dijo a su padre que la canción sería un éxito. La versión en spanglish apareció en la película de 1998, Dance with Me. Se realizaron dos videos musicales: la versión original con varios montajes de fondo, el otro un remix con letras en spanglish. En 2008, la canción sirvió como intro y outro para el álbum en vivo, Elvis Crespo Lives: Live at Las Vegas y el título reapareció en el título de su álbum recopilatorio del décimo aniversario, Suavemente... Los Éxitos.

## Listados de canciones
CD, maxi 
- Lado A

1. "Suavemente" [Cibola Mix] – (3:30)
2. "Suavemente" [Hot Head Mix] – (3:17)
3. "Suavemente" [Cibola Extended Club] – (5:35)
4. "Suavemente" [Dance Sugar Mix] - (4:19)

- Lado B

1. "Suavemente" [Spanglish Dance Mix] – (4:19)
2. "Suavemente" [Edición en español] – (4:27)

12" 
1. "Suavemente" [The Factory Dance Mix] – (6:40)
2. "Suavemente" [Dance Radio Edit] – (4:19)

## Rendimiento en listas
"Suavamente" debutó en el puesto 15 en la lista Billboard Hot Latin Tracks el 4 de abril de 1998 y saltó al número seis una semana después. El 16 de mayo de 1998, la canción alcanzó el puesto número uno durante seis semanas consecutivas.  La canción alcanzó el número 10 en la lista de fin de año de Billboard Top Latin Songs de 1998. Se convirtió en la segunda canción de merengue en alcanzar el número uno en Hot Latin Tracks después de El costo de la vida (1993) de Juan Luis Guerra. 
| Listas (1998-1999)                                | Máxima posición |
| ------------------------------------------------- | --------------- |
| U.S. Billboard Hot 100.                           | 84              |
| U.S. Billboard Hot Latin Tracks                   | 1               |
| U.S. Billboard Latin Tropical/Salsa Airplay       | 1               |
| U.S. Billboard Hot Dance Music/Maxi-Singles Sales | 7               |
| U.S. Billboard Dance Music/Club Play              | 46              |

### Sucesión en las listas
| Predecesor: «Una fan enamorada» de Servando & Florentino | U.S. Billboard Hot Latin Tracks — Sencillo n.º 1 16 de mayo de 1998 - 26 de junio de 1998 | Sucesor: «Rezo» de Carlos Ponce |

| Predecesor: «Una fan enamorada» de Servando & Florentino | U.S. Billboard Latin Tropical/Salsa Airplay — Sencillo N.º 1 16 de mayo de 1998 - 10 de julio de 1998 | Sucesor: «Se me rompe el alma» de Víctor Manuelle |

## Recepción
"Suavemente" recibió críticas generalmente positivas de los críticos. Terry Jenkins de AllMusic lo señala como uno de los aspectos más destacados del álbum de canciones "maravillosamente seductoras".  En 1999, "Suavamente" recibió el premio Lo Nuestro por "Canción Tropical del Año" y dos premios Billboard de Música Latina por "Pista Latina Tropical/Salsa Hot del Año" y "Latin Dance Max-Single del Año".   Crespo respondió al éxito afirmando que "Me tomó por sorpresa, aunque tenía muchos años de experiencia, primero en el coro y luego como cantante en Grupomanía. Creo que es un desafío porque tengo que asumir la responsabilidad de Ser consistente en mis proyectos futuros".

## Versión de Scooter
En 2005, el grupo alemán Scooter hizo una versión de la canción en su álbum Mind the Gap. Fue lanzado como el cuarto y último sencillo del álbum. El vídeo musical de "Suavemente" presenta una escena tropical, con los tres miembros de la banda en ese momento (H. P. Baxxter, Rick J. Jordan y Jay Frog) celebrando.

### Listados de canciones
CD single y descarga digital 
1. "Suavemente" (Edición de radio) - 3:35
2. "Suavemente" (Extendido) - 5:42
3. "Suavemente" (Club Mix) - 6:48
4. "Suavemente" (Club Original) – 3:30
5. "Trance-Atlantic" (Club Mix) - 4:05

12" 
1. "Suavemente" (Extendido) - 5:42
2. "Suavemente" (Club Mix) - 6:48

## Otras versiones
- La versión de Brixx de la canción con la participación del cantante alemán Paul Cless alcanzó el puesto 28 en la lista europea Hot 100 Singles. [15]
- La canción de Angie Martinez "Coast 2 Coast" presenta a Wyclef Jean cantando extractos de "Suavemente".
- También ha sido sampleado en la canción de 2011 "Suave (Kiss Me)" de Nayer con Pitbull y Mohombi .
- En 2017, el rapero estadounidense Travis Scott hizo referencia a la canción en el remix de «Krippy Kush» del cantante puertorriqueño Farruko, que también cuenta con la colaboración de la rapera estadounidense Nicki Minaj y los cantantes puertorriqueños Rvssian y Bad Bunny.[16]
- La rapera mexicano-estadounidense Snow Tha Product tomó muestras de la voz y el instrumental de la canción del mismo título. [17]
- El estribillo se utilizó en la canción "Suavemente" del cantante argelino Soolking que alcanzó el número 1 en las listas francesas en 2022. [18]
- Bad Bunny en 2022 rindió homenaje al video de suavemente en el videoclip de Neverita en su álbum Un Verano Sin Ti.